# مطبخ إستوني
يتميز المطبخ الإستوني التقليدي باعتماده بشكل أساسي على اللحوم والبطاطس، بالإضافة إلى الأسماك في المناطق الساحلية وحول البحيرات. ومع مرور الوقت، تأثر المطبخ الإستوني بالعديد من المطابخ العالمية، حيث أضافت ثقافات الدول المجاورة مثل ألمانيا، السويد، روسيا، وفنلندا لمساتها الخاصة. تشمل الأطعمة الأكثر شيوعاً في إستونيا خبز الشيلم، والشعير، ولحم الخنزير، والأسماك، والبطاطس، ومنتجات الألبان. وفيما يتعلق بالمواد الغذائية الأساسية، فإن المطبخ الإستوني يشترك في سماته مع دول منطقة بحر البلطيق.

## الأطباق الباردة

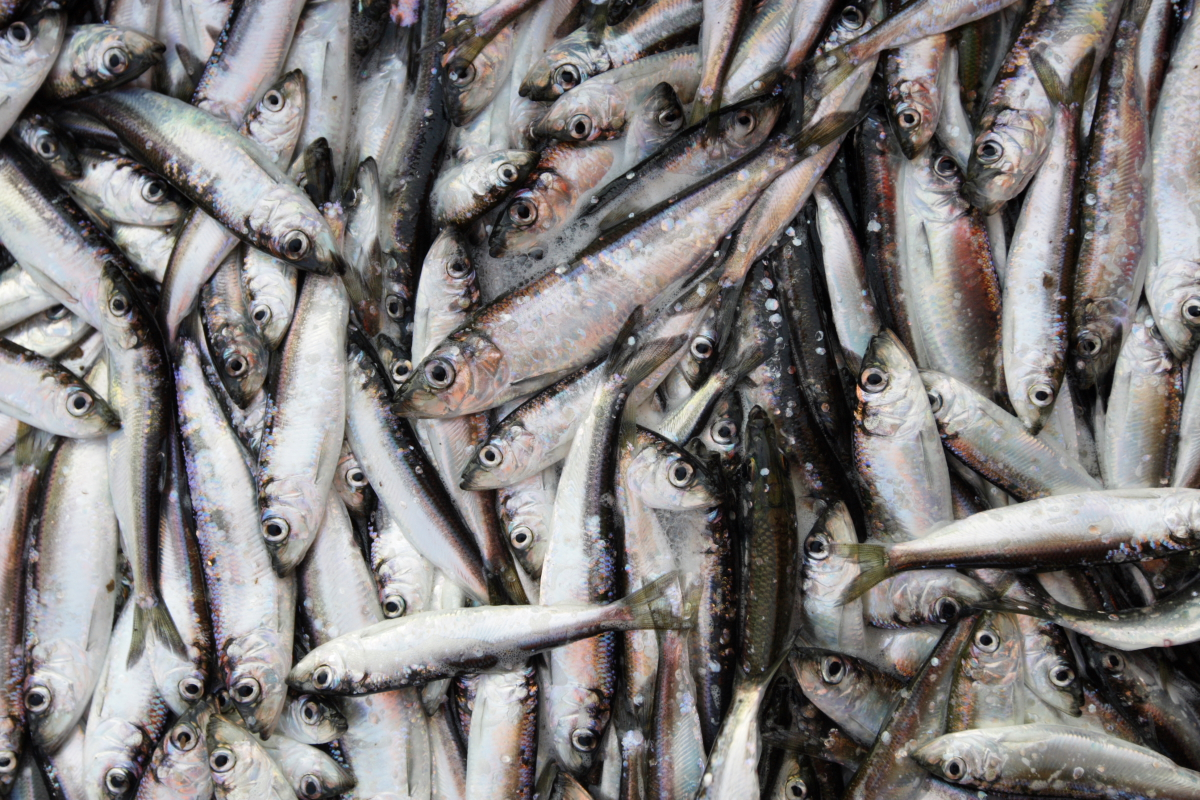
تم انتخاب سمك الرنكة البلطيقي لتكون السمكة الوطنية لإستونيا في عام 2007.

يبدأ المطبخ الإستوني التقليدي عادةً بالأطباق الباردة، التي تشمل مجموعة من المخللات، اللحوم، والنقانق، ويتم تقديمها غالباً مع سلطة البطاطس (Kartulisalat) أو طبق الـ"روسوليه"، وهو من الأطباق المميزة في إستونيا ويشبه إلى حد كبير سلطة السلمون السويدية (sillsallad)، ويعتمد على الشمندر، البطاطس، والرنكة. تُعد الفطائر الصغيرة المعروفة باسم بيروكاد، والمُحشوة باللحوم، الأسماك، الملفوف، الجزر، أو خلطات أخرى، من الخيارات الشائعة، وغالباً ما يتم تقديمها مع مرق اللحم. تُعتبر الرنكة من أبرز أنواع الأسماك على المائدة الباردة الإستونية، إلى جانب سمك الأنقليس المدخن أو المتبل وجراد البحر، اللذين يُعدان من الأطباق الفاخرة. كما يُعد سمك الرنكة البلطيقي الصغير (Räim)، وهو السمك الوطني لإستونيا، إلى جانب السردين (Kilu)، من أشهر الأطباق الوطنية. ومن بين المقبلات الإستونية التقليدية، يحظى السردين المملح والمُتبل فوق شطيرة مفتوحة (Kiluvõileib) بشعبية كبيرة كطبق مميز.
أما الـ"Sõir"، فهو مزيج مطهو من الحليب، الجبن القريش، والبيض، ويُعد جزءاً من تقاليد الطهي الإستونية.